# Buitenbeenpop
Buitenbeenpop is een muziekfestival voor mensen met een beperking, dat traditiegetrouw plaatsvindt op de laatste vrijdag van augustus. Het festivalterrein ligt in Leopoldsburg in de Belgische provincie Limburg.

## Geschiedenis
De eerste editie van het festival vond plaats in 2000.
De Belgische Defensie steunt vanaf de oprichting de organisatie financieel, logistiek en stelt haar militair domein 'Zegeplein' ter beschikking voor het festival. In 2014 kwam deze steun in het geding toen door noodzakelijke besparingen er onvoldoende budget vrij gemaakt kon worden. In 2016 besloot Defensie om haar steun voor in ieder geval nog 3 jaar vast te leggen.
In 2020 vindt een aangepaste online-versie plaats van het festival ivm de coronacrisis.

## Aanpassingen voor personen met een beperking
Voor de mensen met een beperking zijn allerlei aanpassingen voorzien zoals berijdbare stroken voor rolstoelgebruikers, verzorging- en rustmogelijkheden, aanwezigheid van een snoezelruimte, schuilruimtes, gebarentolken etc

## Optredende artiesten door de jaren heen
Danna Winner
- Raymond van het Groenewoud
- Clouseau
- Stan Van Samang
- K3 
- Willy Somers
- Venga Boys
- Les Copines
- Christoff
- Sergio
- Barbara Dex
- Bart Peeters
- Katastroof
- Bart Kaëll
- Sam Gooris
- Gene Thomas
- De Romeo's
- Jelle Cleymans
- XL-band
- Belle Perez
- Nicole & Hugo
- Gers Pardoel
- Maarten Cox
- Yves Segers
- Frans Bauer